# تلمیزارتان
تلمیزارتان Telmisartan نوعی آنتاگونیست گیرنده آنژیوتانسین II (مسدودکننده گیرنده آنژیوتانسین یا ARB) است که در درمان فشارخون بالا به کار می‌رود. این دارو با نام تجاری میکاردیس و نام‌های تجاری دیگر به فروش می‌رسد.

## موارد مصرف
تلمیزارتان در درمان فشارخون اولیه به کار می‌رود.

## نحوه مصرف
دوز معمول دارو ۴۰ تا ۸۰ میلی گرم در روز است. حداکثر دوز مجاز مصرف ۸۰ میلی گرم در روز است.

## منع مصرف
کابرد دارو در بارداری و تنگی دوطرف سرخرگ کلیه ممنوع است.

## عوارض جانبی
عوارض جانبی مشابه عوارض جانبی سایر داروهای آنتاگونیست آنژیوتانسین II است، از جمله:
تاکی کاردی، برادی کاردی، افت فشارخون، خیز و واکنش‌های آلرژیک.

## ساخت

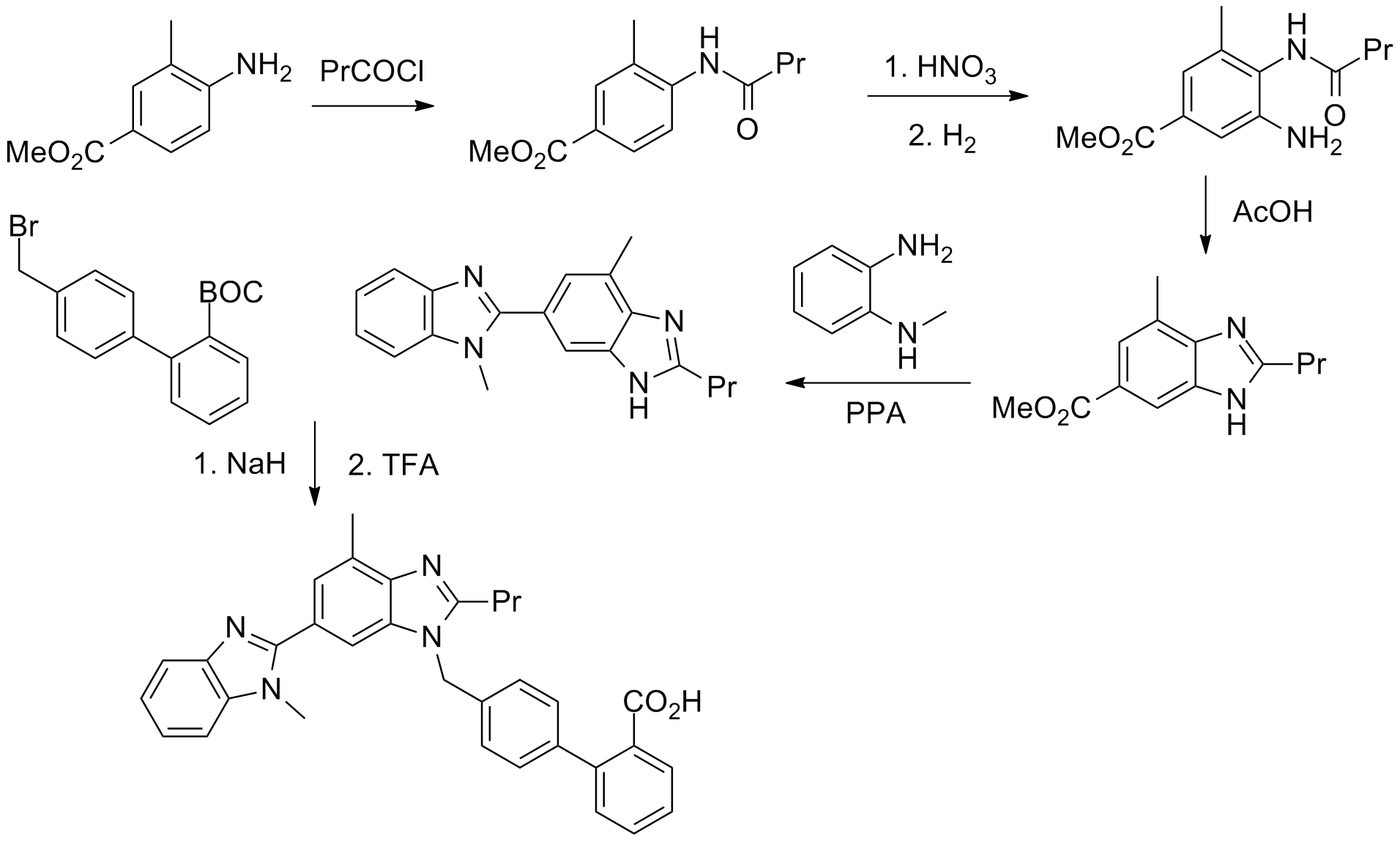
سنتز تلمیزارتان